# Gongga Shan
De Gongga Shan (Chinees: 贡嘎山, traditioneel: 貢嘎山, pinyin: gònggáshān) of Minya Konka (Tibetaans: མི་ཉག་གངས་དཀར་རི་བོ་, Mi'nyâg Gong'ga Riwo) is met een hoogte van 7508 meter de hoogste berg in de Hengduan Shan in het westen van China. Het is ook het hoogste punt in de provincie Sichuan en de derde berg ter wereld als men de Himalaya en Karakoram niet meerekent. Verder is het de verst naar het oosten gelegen zevenduizender ter wereld. De berg is onderdeel van de keten van de Daxue Shan.

## Geografie
De Gongga Shan is een erg dominante berg: het is de enige zevenduizender in de Hengduan Shan en het westen van China. Het dichtstbijzijnde punt boven de 7000 m is de Namjagbarwa in de Grote Himalaya, op 660 km afstand. De Daxue Shan heeft ook een zeer groot hoogteverschil met de kloofdalen van de Dadu He in het oosten en Yalong Jiang in het westen. De top van de Gongga Shan is een piramide waarvan de flanken 60 tot 70 graden hellen. Op de flanken van de berg liggen verschillende gletsjers. De Hailuogougletsjer aan de oostelijke kant van de berg is een toeristische attractie. De gletsjer was (in 2022) ongeveer 14 km lang en heeft met 1100 m hoogteverschil de hoogste ijsval ter wereld. 
Voor Tibetanen is de Minya Konka een heilige berg. Aan de voet van de berg lag een groot klooster- en tempelcomplex dat tijdens de Culturele Revolutie tussen 1972-1974 vrijwel geheel werd vernietigd.

## Geschiedenis

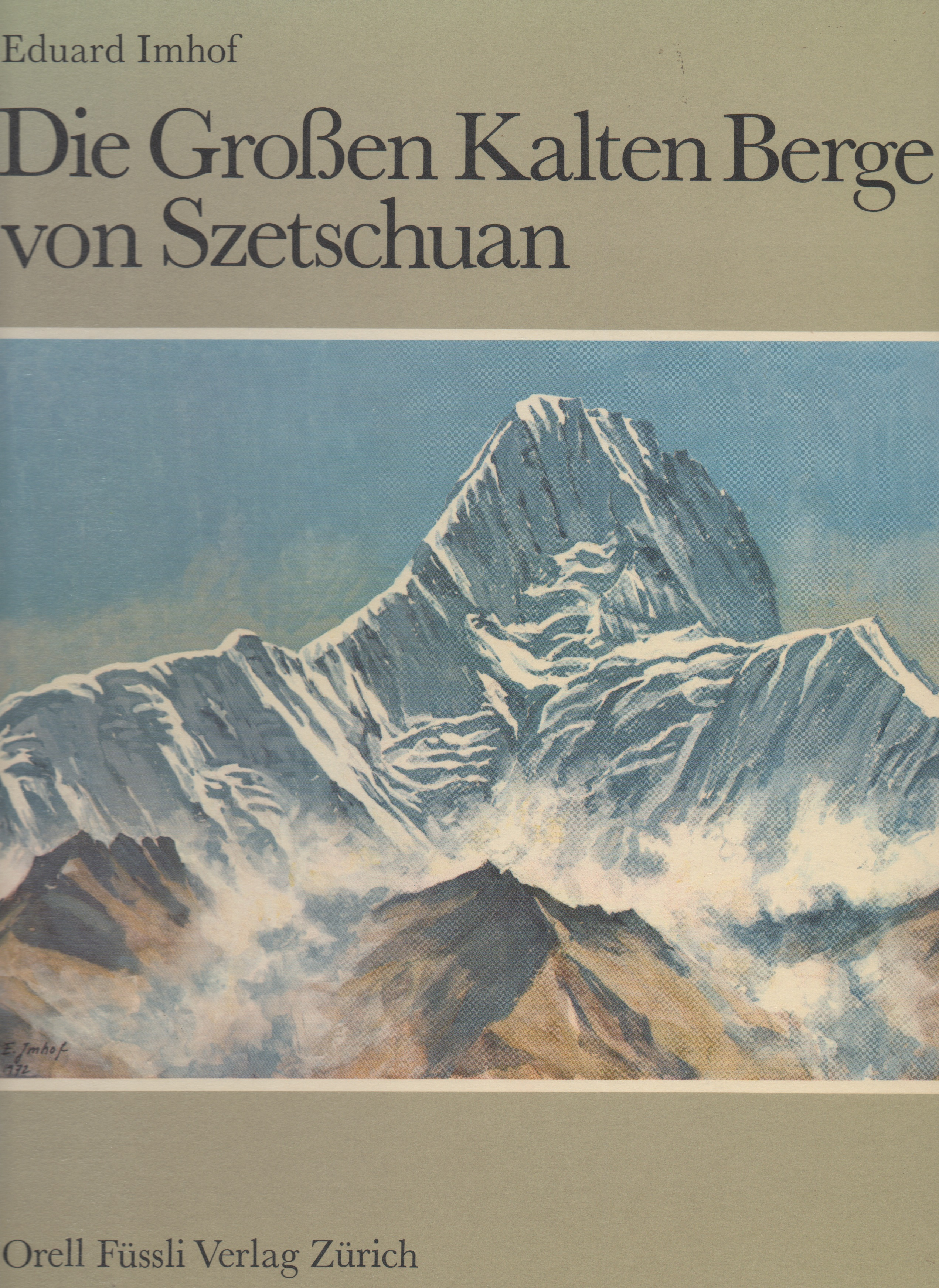
Eduard Imhofs boek Die Grossen Kalten Berge von Szetshuan over diens verkenning van de Gongga Shan in 1930.

De eerste Europeanen die de berg verkenden waren deelnemers van de expeditie naar Azië die de Hongaarse graaf Béla Széchenyi tussen 1877 en 1880 ondernam. De expeditie schatte de hoogte van de berg op ongeveer 7600 meter. De antropoloog Joseph Rock kwam in 1929 tot een schatting van maar liefst 9220 meter. Rock schreef de Royal Geographical Society dat hij de hoogste berg ter wereld had ontdekt, maar was naderhand gedwongen zijn metingen sterk naar beneden bij te stellen. De Zwitserse geograaf Eduard Imhof mat in 1930 een hoogte van 7590 meter.
De berg werd in 1932 voor het eerst beklommen door wee leden van een Amerikaanse expeditie, Terris Moore en Richard Burdsall. Moore en Burdsall klommen via de noordwestelijke graat naar de top. Dit was zeker voor die tijd een opmerkelijke prestatie. Gongga Shan geldt wegens de grote helling en hoogte en het onvoorspelbare weer als zeer moeilijk beklimbaar. Van 1932 tot 1980 is de berg om politieke redenen niet bezocht door buitenlandse klimmers. Een Chinees team wist in 1957 de top te bereiken via de door Moore en Burdsall gevolgde route. Sinds de berg weer voor buitenlandse klimmers werd opengesteld is ze meerdere malen beklommen. Hoewel de statistieken lastig zijn na te gaan is Gongga Shan waarschijnlijk de berg met het hoogste percentage dodelijke ongevallen ter wereld.